# Schwert (Fernsehserie)
Schwert (russisch Меч Meč) ist eine russische Kriminal-Fernsehserie zum Thema Selbstjustiz und wurde am 15. Februar 2010 erstmals auf REN ausgestrahlt. In der Ukraine war sie schon ab dem 16. November 2009 zu sehen. Die Serie ist in beiden Ländern auf breite Resonanz gestoßen und hat eine öffentliche Diskussion über Selbstjustiz ausgelöst.
Die Serie wurde im Dezember 2013 und Januar 2014 auf REN wiederholt. Ab 15. Juni 2015 lief auf dem Fernsehsender NTW die Fortsetzung Schwert II – Auftakt. Im Vorfeld wurde Schwert im Mai und Juni 2015 auf dem Sankt Petersburger Lokalsender 5 kanal wiederholt.

## Handlung
Die Serie handelt von Maksim Kalinin, einem Kriminalbeamten aus Moskau, der auf die Bekämpfung von organisierter Kriminalität spezialisiert ist. Maksim ist Kriegsveteran, er war im Zweiten Tschetschenienkrieg als Hauptmann der Luftlandetruppen tätig.
Während eines Einsatzes verhaftet Maksim einen gefährlichen Verbrecher, der ein Kind entführt und bei seiner Festnahme bewaffneten Widerstand geleistet hat. Doch dann wird Maksim zu seinem Vorgesetzten, dem Miliz-Offizier Gennadi Timurowitsch Muratow, zitiert. Muratow erklärt ihm, dass es sich bei dem Festgenommenen um den Neffen „eines sehr guten Menschen“ handle. Muratow steckt Maksim eine größere Geldsumme zu und sagt ihm, dass er dafür zu sorgen hat, dass der Festgenommene mit einer Bewährungsstrafe davonkommt. Maksim nimmt das Geld zuerst an und geht, sichtlich betrübt, nach Hause. Er erinnert sich, wie er in das Gesicht des entführten Kindes gesehen hat. Am nächsten Tag erscheint Maksim auf der Arbeit und wirft das Geld und seinen Dienstausweis seinem Vorgesetzten vor die Füße.
Der festgenommene Verbrecher bekommt daraufhin tatsächlich nur eine Bewährungsstrafe. Maksim trifft den Verbrecher in einem Restaurant, wo dieser seine Freilassung „feiert“. Als der Verbrecher auf die Toilette geht, folgt Maksim ihm. Auf der Toilette spricht Maksim gegenüber dem Verbrecher sein eigenes „Urteil“ aus und rammt ihm ein Messer in den Hals.
Fortan beschließt Maksim, eine Gruppe zu gründen, die sich der Kriminalität in den Weg stellt, indem die mutmaßlichen Kriminellen ohne offizielle Gerichtsverhandlung und Urteil getötet werden sollen. Schon bald macht sich Maksim auf den Weg nach Krasnojarsk, wo sein Armeefreund Konstantin Orlow wohnt, sein Spitzname ist „Kostjan“. Der erst 28-jährige Kostjan ist ein Feldwebel und hervorragender Scharfschütze. Maksim überredet Kostjan dazu, seiner Gruppe beizutreten und mit nach Moskau zu kommen. Am Anfang haben die beiden Männer nur wenig Geld und nur zwei Waffen (eine Makarow und eine Selbstladeflinte vom Typ „Saiga“). Sie mieten sich eine abgelegene Lagerhalle an, von wo aus sie ihre Aktivitäten steuern. Zusätzliches Geld wollen sie dadurch bekommen, indem sie es den „bestraften“ Verbrechern abnehmen. In ihrer ersten Operation spüren sie den Deal zweier lokaler Drogenbanden auf, die mit Heroin handeln. Kostjan schießt aus der Distanz in den Benzintank eines der Autos, die den Drogendealern gehören. Nach der Explosion eilt Maksim zu den Drogendealern und erschießt sämtliche Mitglieder der Bande.
Im Laufe ihrer Tätigkeit schaffen Maksim und Kostjan es, weitere Mitglieder für ihre Gruppe anzuwerben. Dabei handelt es sich um Menschen, die ähnliche Erfahrungen gemacht haben wie Maksim.
Kostjan unternimmt eine Reise nach Wladikawkas, um mehr Waffen zu besorgen. Im Zug lernt er Nikolai Sawkin kennen. Sawkin ist ehemaliger Agent des FSB; er ging in den Ruhestand, nachdem er sich bei einer konterterroristischen Operation in Tschetschenien eine Verletzung zugezogen hatte. Kostjan schafft es, Sawkin für die Gruppe zu gewinnen.
Weiteres Mitglied der Gruppe wird Anton Karew. Er arbeitete früher als Ermittler bei der Miliz. Während des Dienstes prügelte er einen in Untersuchungshaft einsitzenden Sexualstraftäter, der ein minderjähriges Mädchen vergewaltigt hatte, zu Tode und wurde dafür zu fünf Jahren Gefängnis verurteilt. Nach seiner Entlassung hatte er mit psychischen Problemen zu kämpfen.
Ebenfalls tritt der Gruppe die Staatsanwältin Olga Stepnenko sowie die Ärztin und Chirurgin Elena Schurowa bei (der Mann von Schurowa war Kriminalbeamter und wurde bei einer Festnahme tödlich verletzt). Als letztes Mitglied tritt schließlich der Bereitschaftspolizist Dmitri Tschischow bei; mit 21 Jahren das jüngste Gruppenmitglied. Sein Spitzname ist „Tschisch“.
Mithilfe seiner Mitglieder schafft Maksim es, eine gut organisierte und schlagkräftige Gruppe aufzubauen, die Verbrecher aufspürt und „bestraft“. Die Journalisten im Fernsehen nennen die Gruppe „Volksrächer“ und geben ihr den Namen „Schwert“. Zu den Gegenspielern von „Schwert“ zählen zum einen die Verbrecherbanden und zum anderen die Justizorgane. Beide machen Jagd auf die Gruppe.
Unter den Opfern dieser „Volksrächer“ sind unter anderem:
- Eine Bande so genannter „schwarzer Makler“, die bei älteren Leuten Vertrauen gewinnen und ihnen mit betrügerischen Methoden die Immobilien abzocken oder diese gleich töten,
- der abgebrühte Räuber und Mörder Balaschow,
- ein nekrophiler Perverser, der Frauen erst tötet und dann vergewaltigt,
- eine Bande, die Kinderpornografie herstellt und verbreitet,
- viele Drogendealer und andere Verbrecher.